# Elo (scacchi)
Il sistema di valutazione Elo è un metodo per calcolare i livelli di abilità relativi dei giocatori in giochi a somma zero come gli scacchi. Prende il nome dal suo creatore Arpad Elo, un professore di fisica ungaro-americano.
Il sistema Elo è stato originariamente progettato come un sistema di valutazione degli scacchi migliorato rispetto al sistema Harkness precedentemente utilizzato, ma successivamente è stato usato come sistema di valutazione per altri giochi e sport. Sono ispirati ad esso il punteggio del go, del backgammon, dello Scarabeo, la classifica mondiale della FIFA nel calcio, le classifiche del baseball e del football americano, ma anche i punteggi di Diplomacy e altri giochi da tavolo.
Il punteggio Elo di un giocatore è rappresentato da un numero che può cambiare a seconda del risultato delle partite classificate giocate. La differenza nelle valutazioni tra i due avversari in una partita serve per prevedere il risultato della partita stessa: ci si aspetta che due giocatori con lo stesso punteggio ottengano una vittoria nel 50% dei casi, mentre un giocatore il cui punteggio è 100 punti superiore a quello del suo avversario dovrebbe ottenere il 64% delle vittorie, che salgono al 76% se la differenza è di 200 punti Elo.
Dopo ogni partita, il giocatore vincente prende punti da quello perdente. La differenza tra le valutazioni del vincitore e del perdente determina il numero totale di punti guadagnati o persi dopo una partita. Se il giocatore con il punteggio più alto vince, al giocatore con il punteggio più basso verranno presi solo pochi punti. Tuttavia, se il giocatore con il punteggio inferiore ottiene una vittoria, saranno trasferiti molti punti di valutazione. Il giocatore con il punteggio più basso guadagnerà anche alcuni punti dal giocatore con il punteggio più alto in caso di pareggio. Ciò significa che questo sistema di valutazione si corregge automaticamente. I giocatori le cui valutazioni sono troppo basse o troppo alte dovrebbero, a lungo termine, fare rispettivamente meglio o peggio di quanto previsto dal sistema di valutazione e quindi guadagnare o perdere punti di valutazione finché le valutazioni non riflettono la loro vera forza di gioco.
Un punteggio Elo è solo un punteggio comparativo ed è valido solo all'interno del pool di punteggio in cui è stato stabilito.

## Storia
Il professor Elo era un giocatore di alto livello e un attivo partecipante della Federazione scacchistica statunitense (USCF) fin dalla sua fondazione nel 1939. La USCF usava un sistema di classificazione numerico (inventato da Kenneth Harkness), il quale permetteva ai suoi membri di valutare i propri progressi in termini diversi dal semplice conteggio di vittorie e sconfitte nelle partite. Il sistema, per quanto abbastanza ragionevole, in alcune circostanze produceva risultati inaccurati. Incaricato dalla USCF, Elo studiò un nuovo sistema fondato su una base statistica.
Stimare il reale rendimento di un giocatore è un processo difficile, poiché non è possibile effettuare una misurazione diretta: il rendimento può essere dedotto dal numero di vittorie, pareggi e sconfitte. Se un giocatore vince una partita, si suppone che sia stato superiore al suo avversario in quella partita; se ha perso, invece, deve trovarsi a un livello inferiore. Se la partita è patta, infine, si assume che i due giocatori siano più o meno allo stesso livello.
Elo suggerì di stimare il rendimento dei giocatori aggiornando il loro punteggio alla fine di ogni partita, ma tenendo conto del punteggio dell'avversario. Se un giocatore vince più partite di quante ci si aspetti il suo punteggio sale; se al contrario ne vince di meno, il punteggio scende.
L'assunto centrale di Elo è che l'abilità scacchistica di un dato giocatore, nel corso di una data partita, è descritta da una variabile casuale normale, con un valore medio che rappresenta il reale valore del giocatore e che cambia lentamente. Dato questo modello matematico, lo scopo del sistema Elo è quello di stimare il valore medio del giocatore, considerando l'unico dato osservabile, ovvero il numero di partite vinte, perse e patte. Il sistema Elo venne implementato dall'USCF nel 1960 e subito venne riconosciuto come più equo e accurato del sistema Harkness.
Il sistema Elo venne adottato dalla Federazione Internazionale degli Scacchi (FIDE) nel 1970. La prima lista ufficiale fu pubblicata nel luglio del 1971 e vedeva ai primi posti i seguenti giocatori: 1° Robert James Fischer (2720), 2°-3° Boris Spasskij, Viktor Korčnoj (2670), 4°-5° Juchym Heller, Paul Keres (2660), 6°-7° Bent Larsen, Tigran Petrosjan (2650).
Successivi test statistici hanno mostrato che l'abilità scacchistica non è normalmente distribuita. Giocatori deboli hanno possibilità di vittoria più alte di quelle predette dal modello di Elo. Per questo motivo federazioni come quella statunitense e quella australiana sono passate a sistemi basati sulla distribuzione logistica.

## Comparazione dei punteggi
Siccome le idee generali di Elo sono state adottate da molte organizzazioni (ognuna delle quali usa una differente implementazione dell'idea originale), è ambiguo e forse fuorviante parlare del punteggio Elo di un giocatore. È più preciso riferirsi all'organizzazione che assegna il punteggio: quindi si parlerà di punteggio FIDE o punteggio USCF. Si deve inoltre notare che i punteggi Elo delle varie organizzazioni non sempre sono direttamente comparabili (il punteggio USCF, ad esempio, è normalmente 100 punti più alto del punteggio FIDE).
La seguente analisi della classifica FIDE dell'ottobre 2009 dà l'idea della forza di gioco di un giocatore con un determinato punteggio:
- 2 giocatori (Veselin Topalov e Magnus Carlsen) avevano un punteggio superiore a 2800
- 35 giocatori avevano un punteggio di 2700 o superiore
- All'incirca 200 giocatori avevano un punteggio di 2600 o superiore
- un giocatore con punteggio superiore a 2500 normalmente possiede il titolo di Grande maestro internazionale
- un giocatore con punteggio compreso tra 2400 e 2499 normalmente possiede il titolo di Maestro Internazionale

Nel gennaio 2013 la situazione è aggiornata come segue:
- 3 giocatori (Levon Aronyan, Vladimir Kramnik e Magnus Carlsen) hanno un punteggio superiore a 2800
- 48 giocatori hanno un punteggio di 2700 o superiore
- 227 giocatori hanno un punteggio di 2600 o superiore

Il più alto punteggio Elo Live di sempre è stato di 2889 punti, fatto segnare da Magnus Carlsen il 21 aprile 2014.

## Dettagli matematici
Il rendimento di un giocatore non può essere misurato in maniera assoluta, ma può solo essere dedotto dai risultati. Di conseguenza, i punteggi hanno significato solo relativamente ai punteggi degli avversari: sia la media sia l'intervallo dei punteggi possono essere scelti arbitrariamente. Elo suggerì una scala per cui una differenza di 200 punti tra due contendenti significa che, in una ipotetica partita, il giocatore con ELO assoluto maggiore ha un risultato atteso di 0,75 (l'USCF inizialmente puntava, per un giocatore di livello medio, a far sì che avesse un punteggio ELO assoluto di 1500).
Il punteggio atteso di un giocatore è dato dalla probabilità di vincere, più la metà della probabilità di pareggiare. Quindi un punteggio atteso di 0,75 può rappresentare un 75% di possibilità di vittoria, 25% di sconfitta e 0% di pareggio, o all'altro estremo 50% di vittoria, 0% di sconfitta e 50% di pareggio. La probabilità di pareggiare non è definita nel sistema Elo: il pareggio viene considerato come mezza vittoria e mezza sconfitta.
Se il giocatore A ha una forza reale RA e il giocatore B una forza reale RB, la formula esatta (usando la curva logistica) per calcolare il punteggio atteso del giocatore A è:
{\displaystyle E_{A}={\frac {1}{1+10^{\frac {R_{B}-R_{A}}{400}}}}}
Similarmente, il punteggio atteso del giocatore B è:
{\displaystyle E_{B}={\frac {1}{1+10^{\frac {R_{A}-R_{B}}{400}}}}}
Si noti che {\displaystyle E_{A}+E_{B}=1}
In pratica, siccome la forza reale di un giocatore è sconosciuta, i punteggi attesi sono calcolati utilizzando i punteggi effettivi dei giocatori. Quando i risultati di un giocatore eccedono il punteggio atteso, il sistema ELO considera il fatto come evidenza che il punteggio del giocatore è troppo basso: perciò deve essere aggiustato verso l'alto. Se invece i risultati restano sotto il punteggio atteso, il punteggio del giocatore viene aggiustato verso il basso. L'idea originale di Elo – ancora largamente usata – è quella di un semplice aggiustamento lineare, proporzionale a quanto il giocatore sia stato sopra o sotto il punteggio atteso. Il massimo aggiustamento possibile per una partita (ottenibile moltiplicando il proprio coefficiente di variazione Elo "K" per la differenza tra punteggio realizzato e punteggio atteso) è di 36 punti per i giocatori under 18, avendo questi (da regolamento) il "K" 40.
Supponendo che il giocatore A abbia un punteggio atteso di {\displaystyle E_{A}} punti, ma abbia ottenuto {\displaystyle S_{A}} punti. La formula per aggiornare il suo punteggio è:
{\displaystyle R_{A}'=R_{A}+K(S_{A}-E_{A})}
L'aggiornamento può essere effettuato dopo ogni partita, dopo ogni torneo, o dopo ogni periodo prestabilito. Un esempio può aiutare a comprendere. Supponiamo che il giocatore A abbia un punteggio di 1613, e giochi in un torneo con cinque partite. Perde contro un giocatore quotato 1609, pareggia con un giocatore che ha 1477 punti, sconfigge un giocatore con 1388 punti, e uno con 1586, e infine perde con un giocatore che ha 1720 punti. Il suo punteggio è {\displaystyle (0+0,5+1+1+0)=2,5}. il suo punteggio atteso, calcolato secondo la formula sopra esposta, avrebbe dovuto essere {\displaystyle (0,506+0,686+0,785+0,539+0,351)=2,867}. Quindi il suo nuovo punteggio è {\displaystyle (1613+32(2,5-2,867))=1601}.
Due vittorie, due sconfitte e un pareggio potrebbero sembrare un bilancio in pari; tuttavia il giocatore, avendo un punteggio maggiore a quello medio degli avversari, viene penalizzato e il suo punteggio scende. Se avesse avuto due vittorie, una sconfitta e due pareggi per un totale di tre punti, avrebbe fatto leggermente meglio di quanto atteso, e il suo nuovo punteggio sarebbe stato {\displaystyle (1613+32(3-2,867))=1617}.
Questa procedura di aggiornamento è il nocciolo delle classifiche usate da FIDE, USCF, ICC e FICS. Comunque, ogni organizzazione ha preso strade diverse nella gestione dell'incertezza inerente ai punteggi (specie a quelli dei nuovi arrivati), e per trattare i problemi di inflazione/deflazione dei punteggi. Ai nuovi giocatori, di solito, viene assegnato un punteggio provvisorio che viene regolato più drasticamente rispetto ai punteggi consolidati.

## Inflazione e deflazione
L'incremento e il decremento generalizzati dei punteggi vengono detti inflazione o deflazione dell'Elo. Questi fenomeni rendono difficile effettuare confronti fra giocatori di epoche diverse.
Almeno a livello dei top player, i rating sono attualmente soggetti a inflazione; il fenomeno potrebbe essere dovuto a un aumento generale dell'abilità dei giocatori. Attualmente, è possibile stimare l'abilità dei giocatori analizzando le loro partite con dei motori; ma questo non valuta direttamente la loro forza di gioco bensì la loro affinità con lo stile dei computer (comunque molto forte ma diverso da quello umano).
Il numero di Super-GM (giocatori con un Elo >2700) è in aumento (intorno al 1979 solo Anatolij Karpov superava quel punteggio). Il numero di giocatori attivi passò a 15 nel 1994, e a 37 nel 2010. Una possibile causa dell'inflazione è legata al punteggio minimo della lista. Per un lungo periodo tale valore era 2200, e chi scendeva sotto tale limite veniva escluso dalla lista. I giocatori a un livello di gioco inferiore alla soglia se sopravvalutati potevano rientrare comunque in graduatoria, 'alimentando' l'inflazione dei punteggi dei giocatori sovrastanti con le loro sconfitte.
Nel 1995 la Federazione scacchistica statunitense ha osservato che molti giovani giocatori stavano migliorando più velocemente di quanto il sistema di rating fosse in grado di valutare, lasciandoli sottovalutati e causando una diminuzione eccessiva dei punteggi dei giocatori presenti in lista da più tempo (quindi con un rating più affidabile), da loro affrontati.

### Contrasto della deflazione
Per contrastare fenomeni inflazionari e deflazionari, molti sistemi Elo hanno dei meccanismi che permettono di bilanciare i punteggi per mantenere l'equilibrio nel tempo. La FIDE impiega principalmente due tecniche: un livello minimo di punteggio, sotto il quale i rating non vengono corretti; e un fattore correttivo K variabile a seconda della forza del giocatore: uguale a 40 per i nuovi arrivati, scende a 20 dopo 30 partite e a 10 quando il giocatore supera i 2400. Per i giocatori under 18, il K resta uguale a 40 fino al raggiungimento dei 2300.
Nell'attuale sistema statunitense (Sistema Glicko), è previsto un sistema di punti bonus che permette di correggere i punteggi dei giocatori che migliorano (oltre a una serie di fattori K diversi). Altri metodi, usati ad esempio in Norvegia, utilizzano fattori K variabili con l'età, maggiori per i giocatori più giovani.
Il punteggio minimo del sistema statunitense impedisce ai giocatori di scendere sotto una certa soglia; serve inoltre a combattere la deflazione, e impedisce ai giocatori di abbattere eccessivamente il loro punteggio per poter competere in categorie inferiori (sandbagging).

## EloLive
Al termine di ogni torneo l'arbitro invia alla FIDE la variazione Elo di ciascun giocatore; il totale raggiunto alla fine di ogni mese viene pubblicato ufficialmente dalla FIDE il primo giorno del mese successivo. Per i giocatori di punta con almeno 2700 punti Elo (Super GM) è possibile seguire il loro rating live tramite il sito 2700chess.com, visitato giornalmente da molti appassionati di scacchi. 

## Record Elo FIDE
In questa tabella sono riportati i giocatori che hanno raggiunto un massimo punteggio Elo FIDE superiore a 2 800. Come nazione di appartenenza è indicata quella della federazione per la quale gareggiavano al momento del raggiungimento del punteggio.
| #  | Giocatore              | Nazione     | Elo  | Data           |
| -- | ---------------------- | ----------- | ---- | -------------- |
| 1  | Magnus Carlsen         | Norvegia    | 2882 | maggio 2014    |
| 2  | Garri Kasparov         | Russia      | 2851 | luglio 1999    |
| 3  | Fabiano Caruana        | Italia      | 2844 | ottobre 2014   |
| 4  | Lewon Aronyan          | Armenia     | 2830 | marzo 2014     |
| 5  | Wesley So              | Stati Uniti | 2822 | febbraio 2017  |
| 6  | Şəhriyar Məmmədyarov   | Azerbaigian | 2820 | settembre 2018 |
| 7  | Maxime Vachier-Lagrave | Francia     | 2819 | agosto 2016    |
| 8  | Viswanathan Anand      | India       | 2817 | marzo 2011     |
| 9  | Vladimir Kramnik       | Russia      | 2817 | ottobre 2016   |
| 10 | Veselin Topalov        | Bulgaria    | 2816 | luglio 2015    |
| 11 | Hikaru Nakamura        | Stati Uniti | 2816 | ottobre 2015   |
| 12 | Ding Liren             | Cina        | 2816 | novembre 2018  |
| 13 | Aleksandr Griščuk      | Russia      | 2810 | dicembre 2014  |
| 14 | ʿAlīreżā Firūzjāh      | Francia     | 2804 | dicembre 2021  |